# Витебская губерния

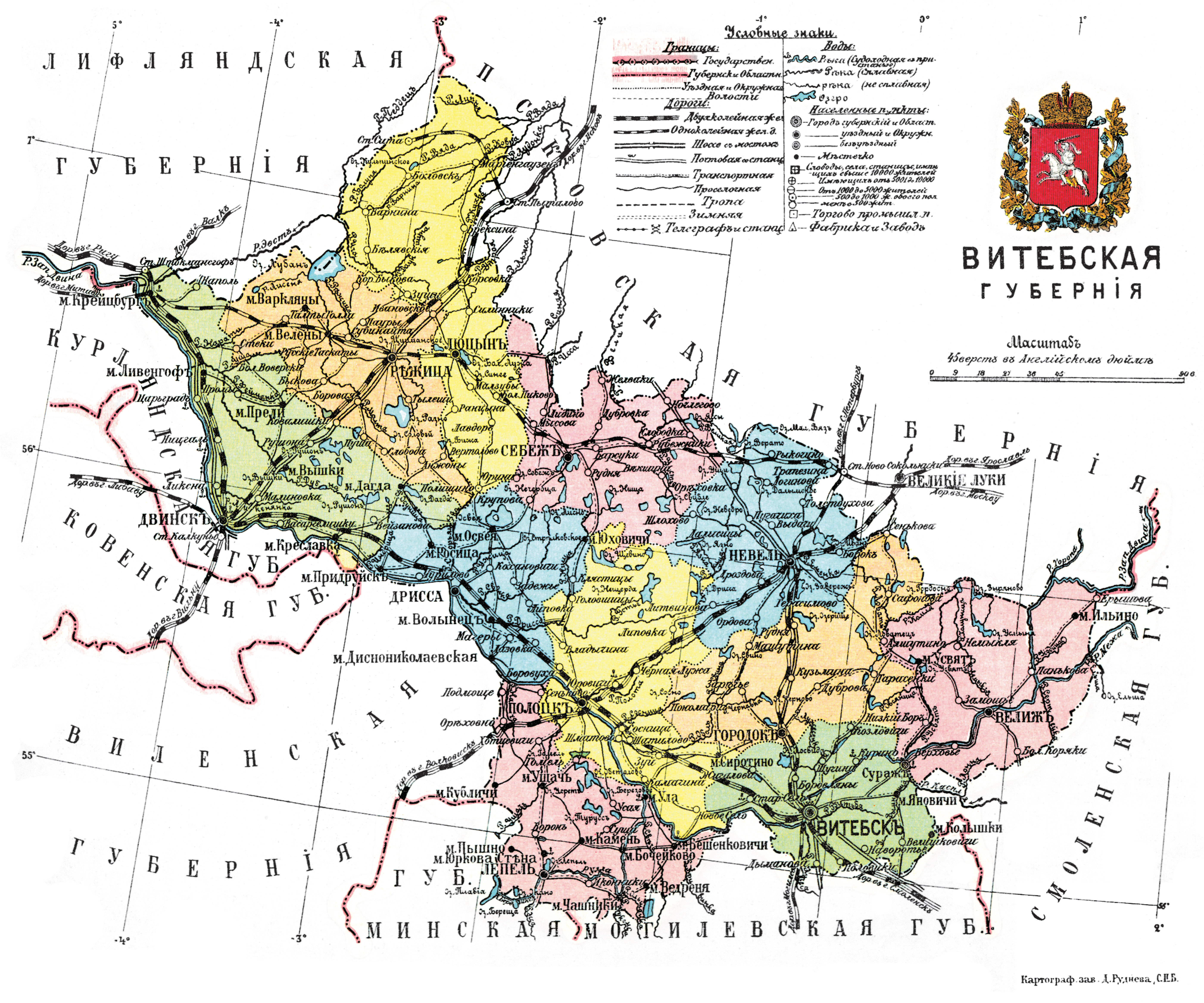
Административное деление Витебской губернии, 1913 год

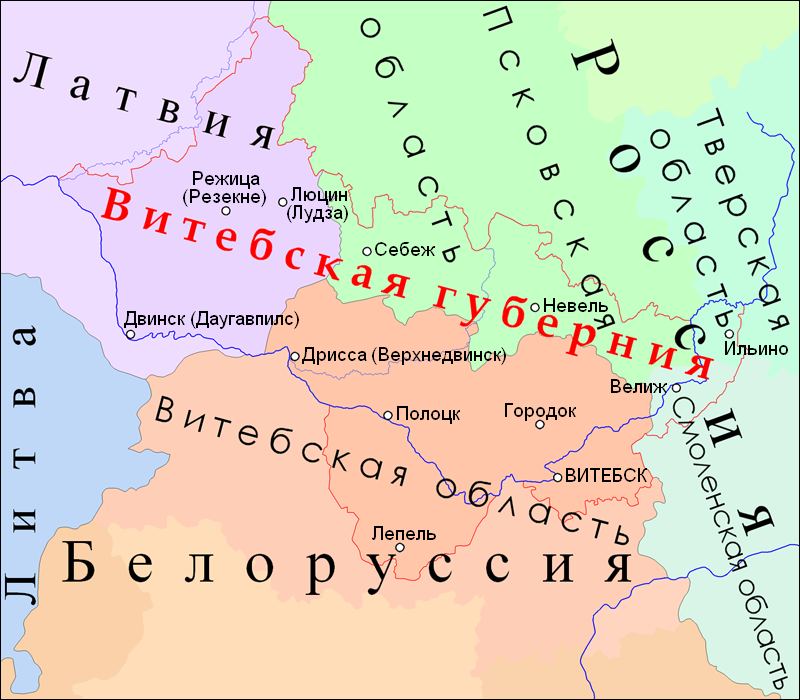
Витебская губерния в современных границах

Ви́тебская губе́рния — административно-территориальная единица Российской империи, Российской республики, ССРБ, РСФСР и Белорусской ССР в 1802—1924 годах. Вместе с Виленской, Ковенской, Гродненской, Минской и Могилёвской губерниями образовывала Северо-Западный край. Губернский город — Витебск, крупнейший город — Двинск. Губерния создана по указу Сената от 11 марта 1802 года с разделением Белорусской губернии на Могилёвскую и Витебскую. Упразднена в марте 1924 года в результате территориального размежевания между Белорусской ССР и РСФСР.
Губерния занимала территорию северо-восточной части современной Витебской области Беларуси, а также юго-восточной части Латвии с городами Даугавпилс (ранее — Двинск), Резекне (Режица) и Лудза (Люцин) и некоторых районов России (Невель и Себеж — Псковская область, Велиж — Смоленская область, входившее в состав Велижского уезда село Ильино — Тверская область).

## Административное деление

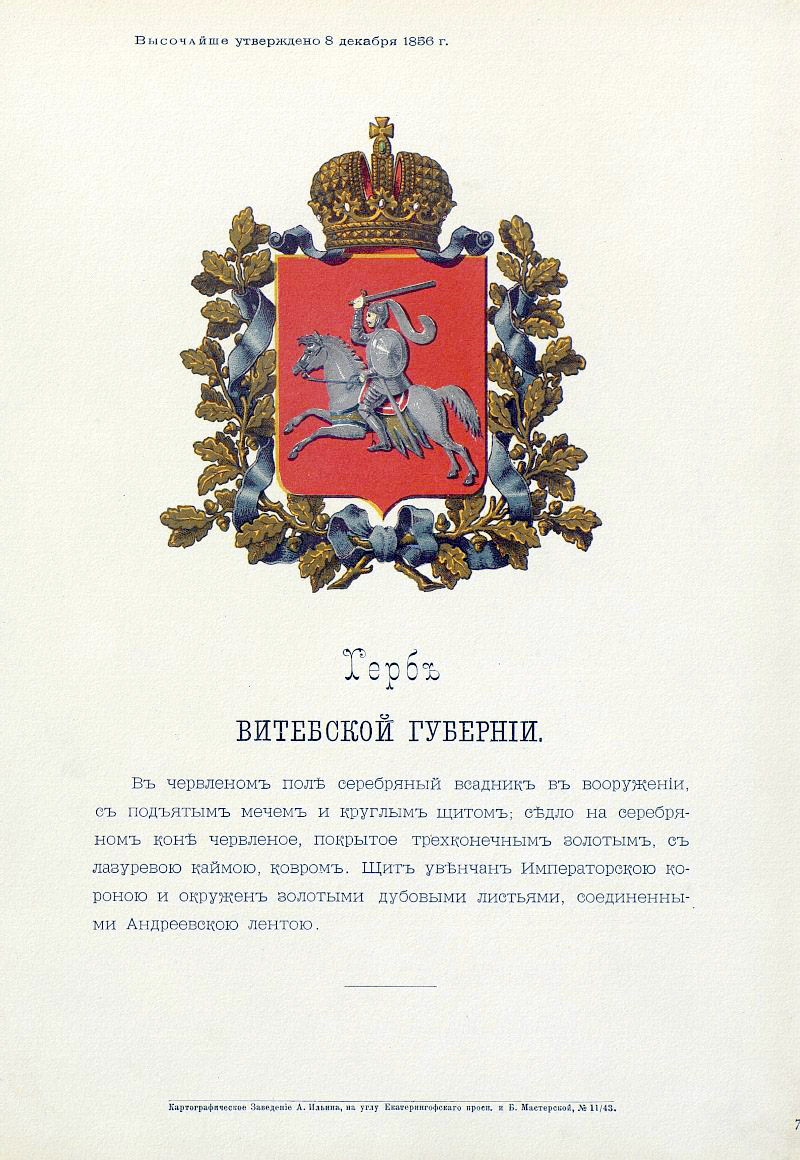
Герб Витебской губернии, утверждённый императором Александром II (1856 г.)

В 1802 году вновь образованная губерния делилась на 12 уездов: Велижский, Витебский, Городокский, Динабургский (с 1893 г. — Двинский), Дриссенский, Лепельский, Люцинский, Невельский, Полоцкий, Режицкий, Себежский и Суражский.
В 1866 году Суражский уезд был упразднён и снова восстановлен в 1920 году. В 1893 году Динабургский уезд переименован в Двинский.
В конце XIX века в губернии имелось 12 городов, 41 местечко, 19 750 прочих селений.
| № п/п | Уезд                    | Уездный город                   | Герб уездного города | Площадь, кв. вёрст | Площадь, км² | Население (1897 г.), чел. |
| ----- | ----------------------- | ------------------------------- | -------------------- | ------------------ | ------------ | ------------------------- |
| 1     | Велижский               | Велиж (12 193 чел.)             |                      | 3900,0             | 4438         | 100 079                   |
| 2     | Витебский               | Витебск (65 871 чел.)           |                      | 2861,1             | 3256         | 177 432                   |
| 3     | Городокский             | Городок (5023 чел.)             |                      | 3107,1             | 3536         | 112 033                   |
| 4     | Двинский (Динабургский) | Двинск (Динабург) (69 675 чел.) |                      | 3860,4             | 4393         | 237 023                   |
| 5     | Дриссенский             | Дрисса (4238 чел.)              |                      | 2568,9             | 2923         | 97 083                    |
| 6     | Лепельский              | Лепель (6284 чел.)              |                      | 3401,6             | 3871         | 156 706                   |
| 7     | Люцинский               | Люцин (5140 чел.)               |                      | 4600,1             | 5235         | 128 155                   |
| 8     | Невельский              | Невель (9349 чел.)              |                      | 3397,7             | 3867         | 110 394                   |
| 9     | Полоцкий                | Полоцк (20 294 чел.)            |                      | 4186,7             | 4765         | 141 841                   |
| 10    | Режицкий                | Режица (10 795 чел.)            |                      | 3581,9             | 4076         | 136 445                   |
| 11    | Себежский               | Себеж (4326 чел.)               |                      | 3184,0             | 3624         | 92 055                    |

| № п/п | Заштатный город | Входил в       | Население (1897) | Герб |
| ----- | --------------- | -------------- | ---------------- | ---- |
| 1     | Сураж           | Витебский уезд | 2167 чел.        |      |

После Октябрьской революции губерния входила в состав Западной области (1917—1918), Западной коммуны РСФСР (1918). В декабре 1917 года Совет народных комиссаров РСФСР выделил Двинский, Люцинский и Режицкий уезды из состава Витебской губернии и передал их Лифляндской губернии. 1 января 1919 года Временное революционное правительство опубликовало манифест, провозгласивший образование в составе РСФСР Социалистической Советской Республики Белоруссия (ССРБ), в состав которой вошли Витебская, Гродненская, Могилёвская, Минская и Смоленская губернии. 16 января 1919 года решением ЦК РКП(б) Витебская, Могилёвская и Смоленская губернии были возвращены в прямое подчинение РСФСР. В 1919 году из Могилёвской губернии в Витебскую был передан Сенненский уезд, а через год из Гомельской губернии был передан Оршанский уезд. В 1923 году упразднены Городокский, Дриссенский и Сенненский уезды, а Лепельский переименовали в Бочейковский.
Постановлением Президиума ВЦИК РСФСР от 4 февраля 1924 года «О передаче Белоруссии районов с преимущественно белорусским населением», постановлением Президиума ЦИК БССР от 5 марта 1924 года «О присоединении Витебской губернии к Белоруссии» и резолюцией VI Всебелорусского чрезвычайного съезда Советов БССР от 13 марта 1924 года в состав БССР вошли Витебский, Полоцкий, Сенненский, Суражский, Городокский, Дриссенский, Лепельский и Оршанский уезды Витебской губернии. Себежский, Невельский и Велижский уезды остались в РСФСР и были включены в Псковскую губернию. 24 марта того же года Витебская губерния была официально упразднена. На территории бывшей губернии, вошедшей в состав БССР, были созданы Витебский и Полоцкий округа, подразделяющиеся на районы.

## Руководство губернии

### Губернаторы
| Ф. И. О.                             | Титул, чин, звание                                                                                    | Время замещения должности |
| ------------------------------------ | --- | ------------------------- |
| Жегулин Семён Семёнович              | тайный советник                                                                                       | 06.01.1797—12.12.1798     |
| Белокопытов Аверкий Семёнович        | действительный статский советник                                                                      | 12.12.1798—04.06.1799     |
| Северин Пётр Иванович                | тайный советник                                                                                       | 03.06.1800—29.12.1800     |
| Торбеев Пётр Матвеевич               | тайный советник                                                                                       | 29.12.1800—1802           |
| Шишкин Сергей Александрович          | действительный статский советник                                                                      | 1802—1808                 |
| Сумароков Павел Иванович             | действительный статский советник                                                                      | 1808— 21.03.1812          |
| Лешерн фон Герценфельд Карл Карлович | действительный статский советник                                                                      | 25.05.1812—14.02.1813     |
| Сушко Иван Леонтьевич                | статский советник (умер, не вступив в должность)                                                      | 14.02.1813—31.05.1813     |
| Тормасов Пётр Петрович               | статский советник                                                                                     | 31.05.1813—24.05.1818     |
| Бутович Алексей Петрович             | действительный статский советник                                                                      | 24.05.1818—1823           |
| Сорокунский Акинфий Иванович         | действительный статский советник                                                                      | 1823—24.03.1829           |
| Пещуров Алексей Никитович            | статский советник                                                                                     | 31.03.1829—28.01.1830     |
| Гамалея Николай Михайлович           | действительный статский советник                                                                      | 26.04.1830—16.03.1831     |
| Шредер Николай Иванович              | действительный статский советник                                                                      | 16.03.1831—27.06.1836     |
| Жиркевич Иван Степанович             | действительный статский советник                                                                      | 27.06.1836—24.10.1838     |
| Львов Пётр Петрович                  | статский советник                                                                                     | 26.01.1839—09.03.1840     |
| Клементьев Никтополион Михайлович    | статский советник                                                                                     | 09.03.1840—28.02.1846     |
| Татаринов Михаил Михайлович          | статский советник                                                                                     | 28.02.1846—04.06.1847     |
| Радищев Афанасий Александрович       | генерал-майор                                                                                         | 14.06.1847—17.03.1848     |
| Долгоруков Сергей Алексеевич         | князь, статский советник                                                                              | 17.03.1848—02.10.1849     |
| Ермолов Сергей Николаевич            | генерал-майор                                                                                         | 03.10.1849—21.02.1853     |
| Тиличеев Егор Сергеевич              | статский советник, и. д. (утверждён с произведением в действительные статские советники с 13.08.1854) | 21.02.1853—15.06.1856     |
| Колокольцов Григорий Дмитриевич      | статский советник                                                                                     | 15.06.1856—24.10.1858     |
| Клушин Павел Николаевич              | действительный статский советник                                                                      | 24.10.1858—04.08.1861     |
| Оголин Александр Степанович          | действительный статский советник, и. д. (утверждён 28.12.1862)                                        | 04.08.1861—20.05.1863     |
| Верёвкин Владимир Николаевич         | генерал-майор                                                                                         | 20.05.1863—28.07.1867     |
| Косаговский Павел Павлович           | действительный статский советник, и. д. (утверждён 17.04.1868)                                        | 28.07.1867—08.06.1868     |
| Токарев Владимир Николаевич          | действительный статский советник                                                                      | 05.07.1868—02.11.1869     |
| Ростовцев Павел Яковлевич            | тайный советник                                                                                       | 14.11.1869—20.04.1880     |
| Валь Виктор Вильгельмович            | Свита Его Величества, генерал-майор                                                                   | 20.04.1880—24.06.1884     |
| Долгоруков Василий Михайлович        | князь, в звании камергера, тайный советник                                                            | 19.07.1884—17.03.1894     |
| Левашев Владимир Алексеевич          | действительный статский советник, и. д. (утверждён 17.02.1898)                                        | 17.03.1894—24.04.1899     |
| Чепелевский Иван Ильич               | действительный статский советник                                                                      | 24.05.1899—25.10.1904     |
| Гершау-Флотов Бернард Бернардович    | барон, действительный статский советник                                                               | 25.10.1904—04.09.1911     |
| Арцимович Михаил Викторович          | действительный статский советник                                                                      | 19.12.1911—1915           |
| Галахов Николай Павлович             | действительный статский советник                                                                      | 1915—1917                 |

### Губернские предводители дворянства
| Ф. И. О.                                 | Титул, чин, звание                                          | Время замещения должности |
| ---------------------------------------- | ----------------------------------------------------------- | ------------------------- |
| Корф Фридрих Сигизмунд фон               |                                                             | 1772—1791                 |
| Шадурский Иосиф                          | в звании камергера, надворный советник                      | 1791—1793                 |
| Храповицкий                              |                                                             | 1793—1796                 |
| Зубов Дмитрий Александрович              | граф, генерал-майор                                         | 1796—1797                 |
| Голынский Михаил Осипович                | полковник, и. д.                                            | 1797—1799                 |
| Коссов Антон                             | и. д.                                                       | 1799—1801                 |
| Полупента                                | и. д.                                                       | 1801—1802                 |
| Борх Иосиф Иванович                      | граф, статский советник                                     | 1802—1805                 |
| Цехановский Иван Мартынович              | статский советник                                           | 1805—1808                 |
| Борх Иосиф Иванович                      | граф, статский советник                                     | 1808—1814                 |
| Шадурский Иосиф Иванович                 | статский советник                                           | 1814—1817                 |
| Богомолец Ромуальд Петрович              | ротмистр                                                    | 1817—1820                 |
| Цехановецкий Феликс Христофорович        | ротмистр                                                    | 1825—1826                 |
| Карницкий Мартин Францевич               | статский советник                                           | 1826—1828                 |
| Давыдов Сергей Иванович                  | князь, статский советник                                    | 1828—1830                 |
| Карницкий Мартин Францевич               | статский советник                                           | 1830—1834                 |
| Кнко Николай Осипович                    | майор                                                       | 1834—1835                 |
| Шадурский Игнатий Иосифович              | коллежский асессор                                          | 28.03.1835—1838           |
| Борх Карл Михайлович                     | граф, коллежский асессор                                    | 14.01.1838—09.08.1843     |
| Гребницкий Николай Денисович             | не имел чина                                                | 04.01.1844—30.01.1850     |
| Ворх Михаил Иосифович                    | граф                                                        | 08.03.1850—1853           |
| Юрьевич Станислав Осипович               | ротмистр                                                    | 05.10.1853—03.04.1859     |
| Липпе-Липский Иван Игнатьевич            | инженер, штабс-капитан                                      | 03.04.1859—10.1861        |
| Дроздовский Станислав Викентьевич        | капитан, исполняющий должность                              | 06.03.1861—03.02.1864     |
| Корвин-Круковский Василий Васильевич     | генерал-лейтенант                                           | 12.06.1863—28.01.1864     |
| Храповицкий Михаил Петрович              | отставной генерал-майор (тайный советник)                   | 03.02.1864—06.07.1880     |
| Храповицкий Игнатий Евстафьевич          | в звании камергера, статский советник                       | 10.11.1880—25.12.1893     |
| Назимов Никандр Гаврилович               | действительный статский советник                            | 27.01.1894—28.03.1896     |
| Нолькен Александр Генрихович             | барон, в звании камергера, действительный статский советник | 20.05.1896—1903           |
| Римский-Корсаков Александр Александрович | действительный статский советник                            | 11.07.1903—12.1905        |
| Ренгартен Пётр Александрович             | действительный статский советник                            | 22.01.1906—1917           |

### Вице-губернаторы
| Ф. И. О.                          | Титул, чин, звание                                | Время замещения должности |
| --------------------------------- | ------------------------------------------------- | ------------------------- |
| Захаров Иван Семёнович            | статский советник                                 | 06.01.1797—22.04.1798     |
| Норман Фёдор Карлович             | статский советник                                 | 22.04.1798—14.12.1798     |
| Энгельгардт Фёдор Богданович      | статский советник                                 | 15.12.1798—1803           |
| Воинов Александр Семёнович        | статский советник                                 | 1803—04.11.1810           |
| Семёнов                           | статский советник                                 | 04.11.1810—15.12.1810     |
| Сушко Иван Леонтьевич             | статский советник                                 | 15.12.1810—14.02.1813     |
| Маньковский Игнатий Антонович     | статский советник                                 | 08.04.1813—15.05.1818     |
| Могучий Станислав Мартынович      | коллежский советник (статский советник)           | 15.05.1818—1825           |
| Филиппов Евграф Васильевич        | коллежский советник                               | 1825—22.10.1826           |
| Ордин Николай Андреевич           | коллежский советник                               | 22.10.1826—27.05.1827     |
| Муравьёв Михаил Николаевич        | коллежский советник                               | 12.06.1827—14.09.1828     |
| Давыдов Сергей Иванович           | князь, коллежский советник                        | 26.10.1828—16.03.1831     |
| Гамалея Николай Михайлович        | действительный статский советник                  | 16.03.1831—17.06.1832     |
| Клементьев Никтополион Михайлович | коллежский советник                               | 17.06.1832—06.07.1835     |
| Домбровский                       | чиновник V класса                                 | 26.07.1835—30.01.1837     |
| Гежелинский Иван Фёдорович        | коллежский советник                               | 30.01.1837—05.09.1838     |
| Михайлов Константин Васильевич    | статский советник                                 | 05.09.1838—28.09.1839     |
| Великопольский Николай Николаевич | надворный советник (статский советник)            | 09.03.1840—23.04.1850     |
| Извеков Егор Николаевич           | статский советник                                 | 23.04.1850—14.10.1853     |
| Лажечников Иван Иванович          | статский советник                                 | 14.10.1853—02.06.1854     |
| Петровский Василий Иванович       | коллежский советник                               | 25.06.1855—13.12.1857     |
| Сонцов Адриан Александрович       | статский советник                                 | 13.12.1857—22.06.1862     |
| Пятницкий Александр Иванович      | коллежский советник, и. д. (утверждён 15.02.1863) | 22.06.1862—13.03.1864     |
| Мезенцов Николай Павлович         | действительный статский советник                  | 13.03.1864—31.05.1868     |
| Щулепников Николай Романович      | действительный статский советник                  | 07.06.1868—30.04.1887     |
| Депрерадович Родион Васильевич    | действительный статский советник                  | 30.04.1887—03.04.1893     |
| Мамчич Евгений Александрович      | действительный статский советник                  | 19.05.1893—08.08.1898     |
| Ладыженский Митрофан Васильевич   | статский советник                                 | 08.08.1898—18.05.1902     |
| Ключарёв Александр Степанович     | титулярный советник                               | 18.05.1902—08.11.1905     |
| Фукс Владимир Эдуардович          | коллежский советник                               | 08.11.1905—10.02.1907     |
| Ошанин Никифор Фёдорович          | действительный статский советник                  | 10.02.1907—05.12.1911     |
| Розен Александр Фёдорович         | барон, коллежский советник                        | 05.12.1911—1915           |
| Морозов Александр Павлович        | статский советник                                 | 1915—1917                 |

### Председатели губисполкома
С декабря 1917 по октябрь 1919 года и с августа 1920 по март 1924 года губернией руководил исполнительный комитет Витебского губернского совета рабочих и солдатских (красноармейских) депутатов (губисполком).
- декабрь 1917—1918 — Меницкий Иван (Ян) Антонович
- до ноября 1918 — Рейнгольд, Исаак Исаевич
- ноябрь 1918 — январь 1919 — Сергиевский, Пётр Константинович
- 12 августа — 19 октября 1920 — Варейкис, Иосиф Михайлович
- октябрь 1921 — март 1923 — Крылов, Семён Николаевич
- 1923—1924 — Анохин, Александр Васильевич
- до марта 1924 — Прищепов, Дмитрий Филимонович

## Земские учреждения
При введении земских учреждений в 1864 году губерния была оставлена неземской. В 1903 году было принято «Положение об управлении земским хозяйством в губерниях Витебской, Волынской, Киевской, Минской, Могилевской, Подольской», по которому в губернии вводился модифицированный порядок земского управления, с назначением всех членов земских управ и земских гласных от правительства. Данный порядок был признан неудачным, после чего с 1910 года разрабатывался законопроект о введении в этих губерниях выборных земских учреждений, но также с исключениями из общего порядка, направленными на отстранение от участия в земствах польских землевладельцев. Принятие данного закона в 1911 году сопровождалось острым политическим кризисом (см. Закон о земстве в западных губерниях). Выборное земство в этих шести губерниях действовало с 1912 года.

## Территория

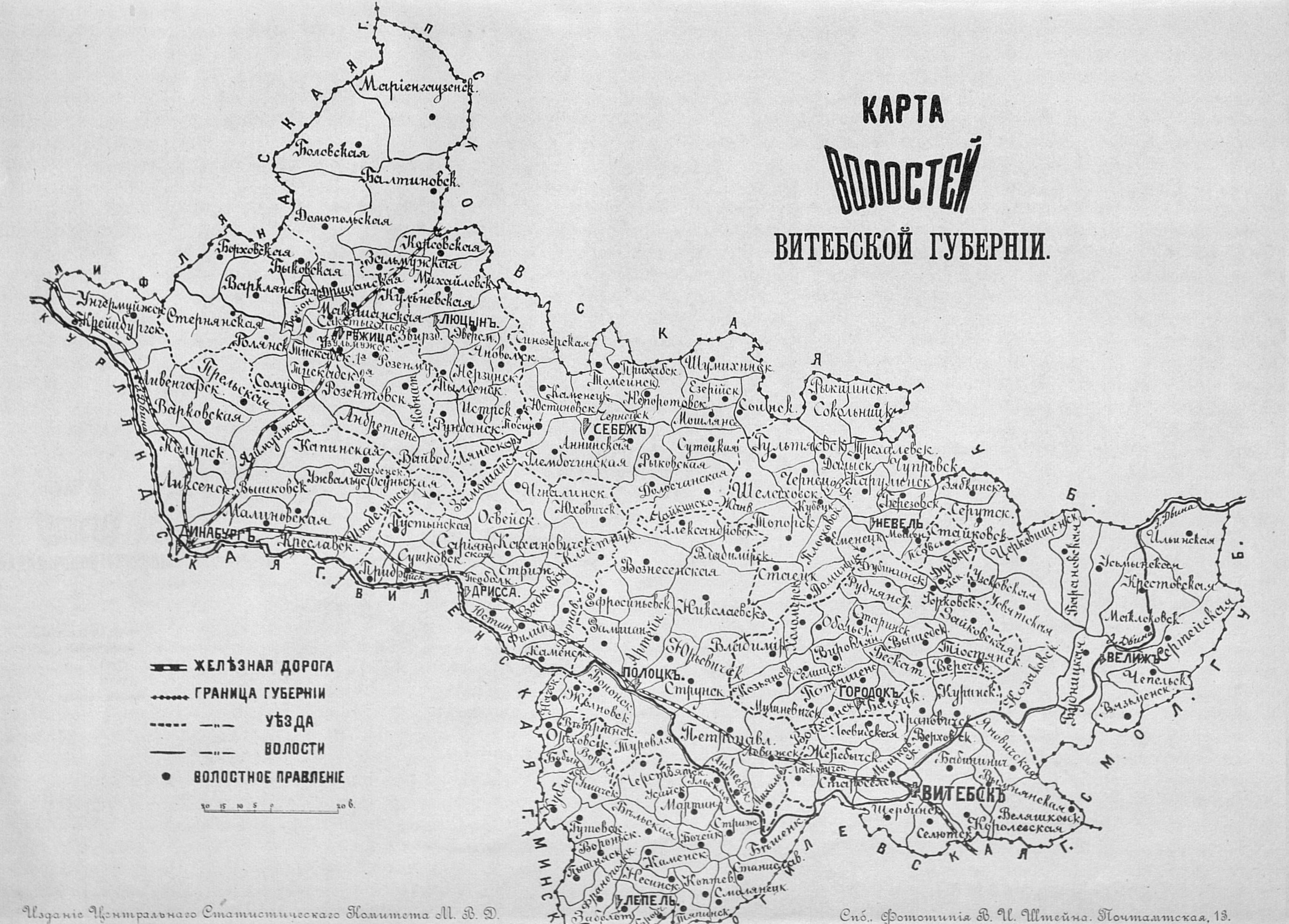
Волости Витебской губернии

На начало XX века (1897)территория губернии составляла 38 649,5 кв. вёрст (по Брокгауз-Ефрону) или 39 700 кв. вёрст (по Павленкову).

## Природные условия
Поверхность волнистая, наиболее возвышенная полоса тянется из Псковской губернии на Невель и Городок (до 952 футов высоты), затем по водоразделу Западной Двины и Днепра; западная часть (Двинский, Люцинский и Режицкий уезды) низменна; много озёр (около 2500), болот и лесов; почва малоплодородная, глинистая и супесчаная.

### Реки
Западная Двина судоходна на всем протяжении, судоходны её притоки Межа, Каспля (или Киспля) и Улла; главные сплавные реки: Лучесса (Лучоса, Лучёса), Ушач (Ушача), Усьяча, Полото (Полота) и Дрисса.

### Озера
Из озёр значительны: Лубань (112 кв. вёрст), Разно (75 кв. вёрст) и Освейское (49 кв. вёрст); болота занимают до 4000 кв. вёрст.

### Климат
На западе мягче, чем на востоке; Западная Двина у Двинска свободна ото льда 247 дней в году.

## Население
| 1897      |
| --------- |
| 1 489 246 |

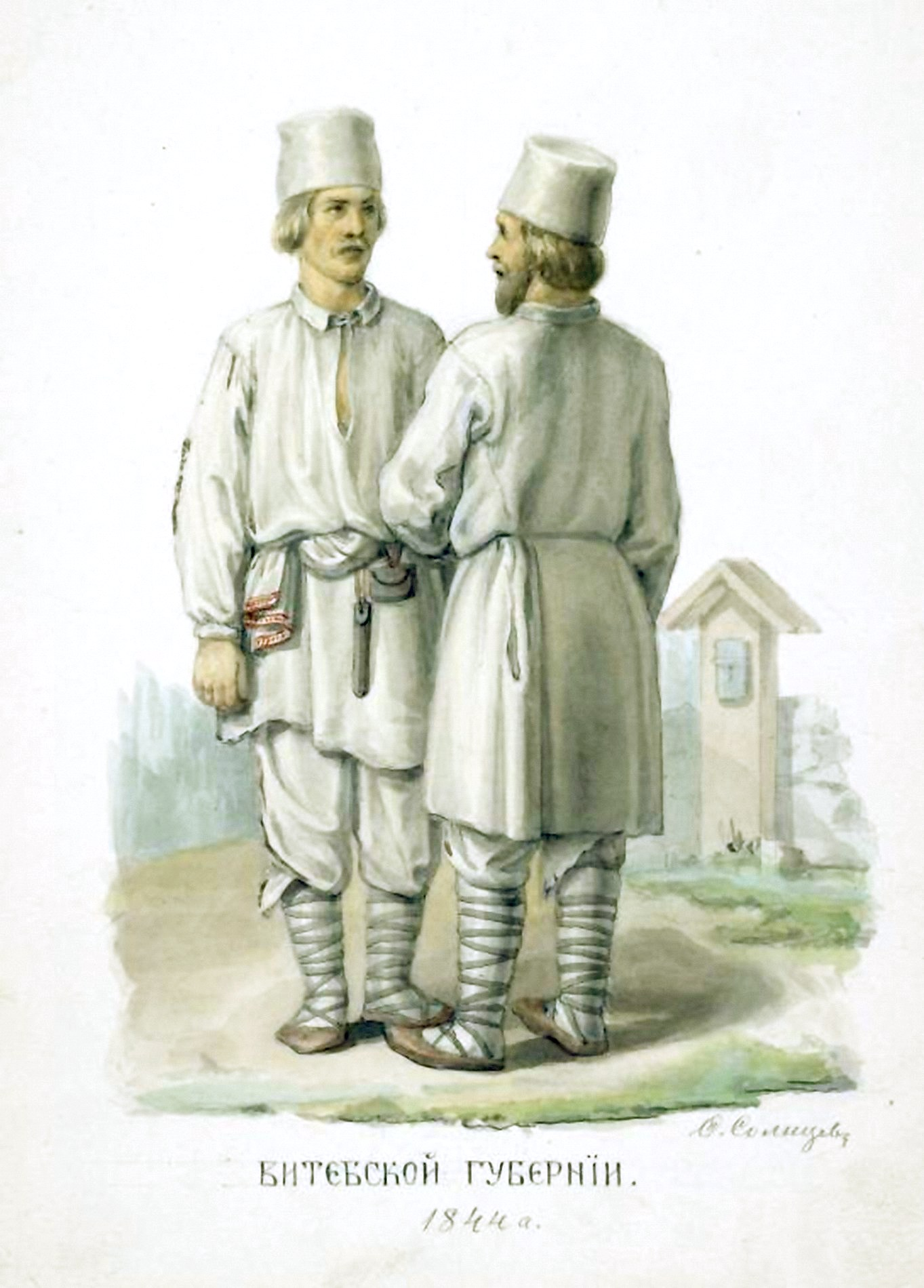
Фёдор Солнцев. Крестьяне Витебской губернии. 1844 год

1,669 млн чел (1904) или 1,74 млн чел. (не позже 1910), из них 237 (255) тыс. чел. — в городах.

### Национальный состав
Национальный состав (в % к общей численности), 1897 год:
| уезд             | белорусы | латыши | великорусы | евреи | поляки | немцы |
| ---------------- | -------- | ------ | ---------- | ----- | ------ | ----- |
| Губерния в целом | 53,0     | 17,7   | 13,3       | 11,7  | 3,4    | …     |
| Велижский        | 85,7     | 2,5    | 1,3        | 9,8   | …      | …     |
| Витебский        | 51,1     | 2,2    | 20,1       | 22,3  | 3,2    | …     |
| Городокский      | 83,6     | …      | 10,7       | 4,7   | …      | …     |
| Двинский         | 13,8     | 39,0   | 15,3       | 20,0  | 9,1    | 1,8   |
| Дриссенский      | 86,2     | …      | 1,6        | 9,1   | 2,4    | …     |
| Лепельский       | 82,0     | …      | 1,7        | 11,6  | 4,0    | …     |
| Люцинский        | 20,5     | 64,2   | 7,1        | 4,9   | 2,2    | …     |
| Невельский       | 84,0     | …      | 7,1        | 7,4   | …      | …     |
| Полоцкий         | 73,1     | 1,2    | 11,1       | 12,1  | 2,0    | …     |
| Режицкий         | 5,4      | 57,9   | 23,9       | 7,4   | 4,8    | …     |
| Себежский        | 47,1     | …      | 47,1       | 3,8   | 1,5    | …     |

### Религия
- Православные и единоверцы — 825 601
- Римо-католики — 357 309
- Иудеи — 175 629
- Старообрядцы и сектанты — 83 022
- Лютеране — 46 654
- Магометане — 661
- Баптисты — 130
- Всего — 1 489 246[15]

### Дворянские роды
Жаба, Жоховские, Заремба, Йодко, Карницкие, Керн, Козакевичи, Коханские, Кульневы, Саракаевы, Губановы, Миклашевские.

## Экономика

### Структура занятости населения
74 % населения заняты в сельском хозяйстве (земледелие, садоводство, лесные промыслы), 8 % в обрабатывающей промышленности.

### Отрасли
Отхожими промыслами в 1903 году заняты 39 тыс. чел. (землекопы на железной дороге, лесные работы, рыболовство); кустарные промыслы — 48 тыс. чел. (поделки из дерева, портняжные и сапожные, плетение рыболовных сетей, выделка грубых сукон); 1293 фабрики и завода с 7 тыс. рабочих, с объёмом производства, составляющим 6,5 млн руб. в год (1 льнопрядильня, 2 спиртоочистительных завода, 126 кожевенных, 142 кирпичных заводов, 424 мельницы); торговля незначительная и большей частью местная.

### Сельское хозяйство
Выращивается рожь, овёс, ячмень, картофель; в среднем за 1900—1904 год собиралось 13,2 млн пудов озимой ржи, 3,6 млн пудов ячменя, 7,2 млн пудов овса и 20,2 млн пудов картофеля; развито льноводство; промышленное садоводство (яблоки, груши и сливы); скотоводство в упадке; под лесами занято до 35 % площади губернии, много строевого леса (сосна, ель), развиты лесные промыслы, по берегам Западной Двины — судостроение; рыболовство на озёрах.

## Просвещение
Учебные заведения: по Павленкову — 5 средних, 9 специальных, 1281 низших; по Брокгауз-Ефрону — всего 1667 с 61 тыс. учащихся, в том числе 349 начальных училищ Министерства народного просвещения, 246 церковно-приходских школ, 659 школ грамоты, 5 средних с 2248 учениками, кадетский корпус, учительская семинария, 5 духовных училищ, сельскохозяйственная и ремесленная школы; 385 еврейских школ (из них 23 казённых) с 7095 учениками; грамотных — 24,5 %.

## Карты
| Сборный лист военно-топографической карты Витебской губернии 1858 года Масштаб: 3 версты в дюйме (1 см-1260м). | Сборный лист военно-топографической карты Витебской губернии 1858 года Масштаб: 3 версты в дюйме (1 см-1260м). | Сборный лист военно-топографической карты Витебской губернии 1858 года Масштаб: 3 версты в дюйме (1 см-1260м). | Сборный лист военно-топографической карты Витебской губернии 1858 года Масштаб: 3 версты в дюйме (1 см-1260м). | Сборный лист военно-топографической карты Витебской губернии 1858 года Масштаб: 3 версты в дюйме (1 см-1260м). | Сборный лист военно-топографической карты Витебской губернии 1858 года Масштаб: 3 версты в дюйме (1 см-1260м). | Сборный лист военно-топографической карты Витебской губернии 1858 года Масштаб: 3 версты в дюйме (1 см-1260м). | Сборный лист военно-топографической карты Витебской губернии 1858 года Масштаб: 3 версты в дюйме (1 см-1260м). | Сборный лист военно-топографической карты Витебской губернии 1858 года Масштаб: 3 версты в дюйме (1 см-1260м). | Сборный лист военно-топографической карты Витебской губернии 1858 года Масштаб: 3 версты в дюйме (1 см-1260м). | Сборный лист военно-топографической карты Витебской губернии 1858 года Масштаб: 3 версты в дюйме (1 см-1260м). | Сборный лист военно-топографической карты Витебской губернии 1858 года Масштаб: 3 версты в дюйме (1 см-1260м). | Сборный лист военно-топографической карты Витебской губернии 1858 года Масштаб: 3 версты в дюйме (1 см-1260м). |
| --- | --- | --- | --- | --- | --- | --- | --- | --- | --- | --- | --- | --- |
| (При нажатии на необходимый лист будет осуществлён переход на соответствующую карту.)                          | | | | | | | | | | | | |

- Карта Витебской губернии (1821 г). «Географический атлас Российской империи, Царства Польского и Великого Княжества Финляндского»
- Карта Витебской губернии из «Атласа» А. А. Ильина 1876 года (просмотр на движке Google на сайте runivers.ru)
- Губерния на трехверстной военно-топографической карте Европейской России. (автоматизированный просмотр с современными картами и космическими снимками)